# King Digital Entertainment
King Digital Entertainment PLC, auch bekannt als King.com, ist ein britischer Anbieter von Onlinespielen. Er wurde insbesondere mit dem Mobile Game Candy Crush Saga bekannt. Die entwickelten Spiele sind free-to-play als Smartphone-Anwendung, Browserspiel und auf Facebook verfügbar.

## Geschichte
Das Unternehmen wurde im September 2002 von Riccardo Zacconi, Melvyn Morris und Roby Rowland in Stockholm gegründet. Die ersten Onlinespiele wurden im September 2004 als Browserspiele auf Midasplayer.com angeboten. Im November 2005 wurde Midasplayer.com in King.com umbenannt. Im März 2011 brachte King.com Candy Crush Saga zunächst als Browserspiel auf den Markt. Im April 2012 folgte das Spiel auf Facebook und im November 2012 für Apple-iOS- und Android-Smartphones. In kürzester Zeit brachte King Digital Entertainment weitere Spiele wie Farm Heroes Saga, Papa Pear Saga und Pepper Panic Saga als Smartphone-Apps sowie auf Facebook heraus.
Am 2. November 2015 gab King Digital Entertainment bekannt, dass das Unternehmen zu einem Kaufpreis von 5,9 Milliarden Dollar von Activision Blizzard vollständig übernommen wird. Im Juli 2018 wurde mit Diamond Diaries Saga ein weiteres Spiel veröffentlicht.

## Spiele
- AlphaBetty Saga
- Blossom Blast Saga
- Bubble Witch Saga
- Bubble Witch Saga 2
- Bubble Witch Saga 3
- Candy Crush Saga
- Candy Crush Jelly Saga
- Candy Crush Soda Saga
- Diamond Diaries Saga
- Diamond Digger Saga
- Farm Heroes Saga
- Farm Heroes Super Saga
- Papa Pear Saga
- Paradise Bay
- Pepper Panic Saga
- Pet Rescue Saga
- Pyramid Solitaire Saga
- Scrubby Dubby Saga
- Candy Crush Friends Saga

## Wirtschaftliche Kennzahlen
King Digital Entertainment erwirtschaftete im Jahr 2013 einen Gewinn von 568 Millionen Dollar, bei einem Umsatz von 1,9 Milliarden Dollar. Ein Großteil des Umsatzes beruht auf dem bislang erfolgreichsten Spiel Candy Crush Saga.
Am 26. März 2014 ging das Unternehmen an die New Yorker Börse. Eine Aktie kostete zum Start 22,50 Dollar, was einem Wert des Unternehmens von etwa 7,1 Milliarden US-Dollar (5,1 Milliarden Euro) entsprach.